# SEMA4D
Семафорин-4D (англ. Semaphorin-4D; SEMA4D; CD100) — мембранный гликопротеин, рецептор класса семафоринов. Продукт гена человека SEMA4D. Рецептор для PLXNB1 и PLXNB2.

## Структура
SEMA4D состоит из 862 аминокислот, молекулярная масса 96,15 кДа. Взаимодействует с рецептором семафоринов PLXNB1 и PLXNB2.

## Функции
SEMA4D — молекула, участвующая в процессе аксонального наведения. Секретируется олигодендроцитами и индуцирует коллапс конуса роста в центральной нервной системе. За счёт связывания с рецептором PLXNB1 функционирует как ГТФаза-активирующий белок Ras и ингибирует рост аксона во взрослой центральной нервной системе.
В иммунной системе SEMA4D/CD100 связывается с CD72 и активирует B-лимфоциты и дендритные клетки, хотя это взаимодействие ещё недостаточно изучено.
В процессе заживления повреждения кожи SEMA4D взаимодействует с PLXNB2 на поверхности γδ-T-лимфоцитов и играет роль в процессе заживления.

## Тканевая локализация
Белок экспрессирован с высоким уровнем в скелетных мышцах, лимфоцитах периферической крови, селезёнке и вилочковой железе. Детектируется на яичках, мозге, почках, тонком кишечнике, предстательной железе, сердце, плаценте, лёгких и поджелудочной железе, отсутствует в толстом кишечнике и печени.